# Opposite Corner
Opposite Corner var en svensk jazzgrupp.
Gruppen bildades i Göteborg 1968 av saxofonisten Gunnar Lindgren. År 1976 tilldelades gruppen, som då, utöver Lindgren, bestod av Gunnar Fors (trumpet), Åke Johansson (piano), Mats Hellberg (trummor) och Lars Urban Helje (kontrabas), utmärkelsen Jazz i Sverige. Gruppen var inte bara inspirerad av amerikansk jazz, utan även av arabisk och tibetansk folkmusik och senare musik från Ghana och kompositörer som Erik Satie och Béla Bartók. Helje ersattes senare av Kjell Jansson på kontrabas och Hellberg av Leroy Lowe på trummor, medan Annika Skoglund tillkom som vokalist.

## Diskografi
- Club Jazz 5 (SR Records, 1971)
- Opposite Corner (Caprice Records, 1976)
- Low-High (Caprice Records 1982)
- Back from Where We Came (Dragon Records, 1984)